# طيون متفرع
الطيون المتفرع نوع نباتي ينتمي إلى جنس الطيون من الفصيلة النجمية.
موطنه أوروبا وآسيا.